# Lambert Palmart
Mossen Lambert Palmart, impresor alemán nacido en Colonia (Alemania) supuestamente en 1440. Su mujer Leonor Eiximenis, ayudó a financiar la imprenta de su marido. Impresor de  Trobes en lahors de la Verge Maria considerada la primera obra literaria impresa en España.

## Biografía

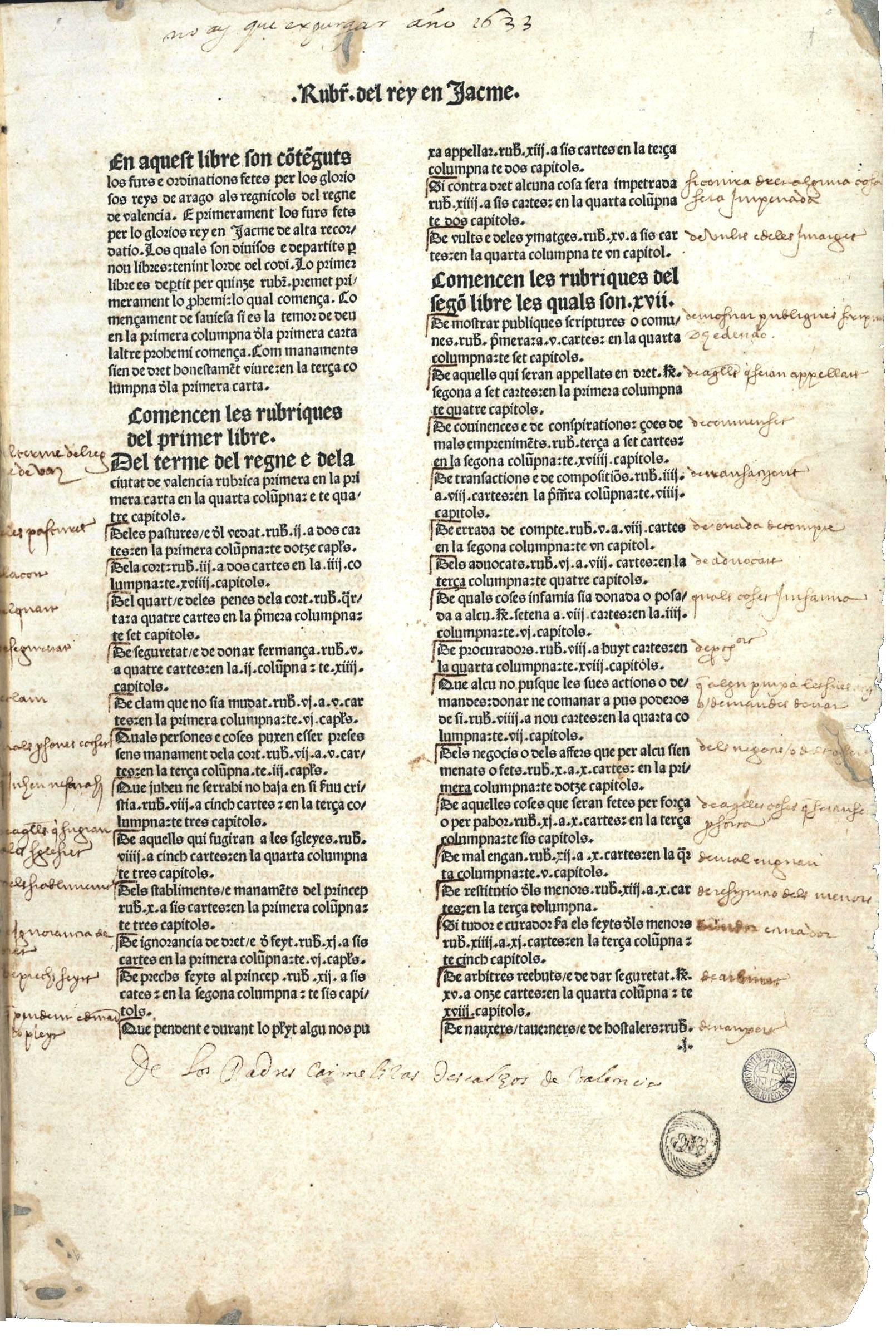
Primera página de los Fueros de Valencia de 1482.

Se trasladó a Valencia para dirigir el taller de imprenta del comerciante alemán Jacobo Vitzlán, que representaba a la familia de los Ravensburg.
De este taller se hizo cargo como maestro impresor, que en el año 1474 (dos años después de Juan Párix) se imprimió uno de los primeros incunables españoles Les Trobes en lahors de la Verge Maria, considerado como el primer libro literario impreso en España.
También es conocido por ser uno de los primeros impresores en utilizar caracteres móviles, así como en fundir sus tipos. Consta documentalmente que en 1493 vendió cierto número de punzones de letra o matrices, lo que lo coloca a un nivel superior al de la mayoría de impresores. Alfonso Fernández de Córdoba, alumno y colaborador de Palmart en la impresión de algunas obras, aprendió de este la técnica de la fundición. Palmart imprimía en 1477 con caracteres góticos. Eran pocos los fundidores, como demuestra la existencia documentada de un mercado de tipos y letras, por lo que la capacidad de crear los propios era un símbolo de categoría para los impresores.
Lambert Palmart publicó más de una docena de obras hasta 1493, año en que vendió su negocio. Entre sus autores figuran Aristóteles, Salustio, Mela, Esopo y Jiménez. También publicó una Biblia en colaboración con Alonso Fernández de Córdoba, platero y maestro impresor.

## Obras
- Obres o trobes en lahors de la Verge Maria (1474)
- Comprehensorium de Juan Filópono
- La Opera de Salustio
- La Biblia en Valenciano de Bonifacio Ferrer
- Furs e ordinacions del Regne de Valencia (Valencia, 4 de abril de 1482).[4]
- Primer del Crestià de Francesc Eiximenis (Valencia, 1483).
- Primera mitad del Dotzè del Crestià de Francesc Eiximenis (Valencia, 1484).
- Llibre del Consolat de Mar (Valencia, 1484).[4]